# Crazy in Love (cântec de Beyoncé)
„Crazy in Love” este un cântec al interpretei americane Beyoncé Knowles realizat în colaborare cu Jay-Z. El a fost produs de Rich Harrison pentru materialul discografic de debut în cariera independentă a solistei, Dangerously in Love. Compoziția a fost lansată ca primul extras pe single al albumului în prima jumătate a anului 2003.
Înregistrarea a beneficiat de un videoclip — regizat de Jake Nava — și de o campanie de promovare, unde a fost inclusă și o interpretare pe scena premiilor MTV Video Music Awards 2003, unde scurtmetrajul a câștigat trei distincții. Piesa a fost aclamată de critica de specialitate, o serie de recenzori apreciind într-un mod pozitiv refrenul molipsitor, dar și secțiunea de trompetă sau apariția lui Jay-Z. A devenit unul dintre cele mai cunoscute cântece ale lui Knowles, fiind inclus într-o serie de liste a superlativelor, întocmite de publicații precum New Musical Express, Rolling Stone sau The Daily Telegraph. Piesa a fost preluată de un număr semnificativ de artiști și le-a adus celor doi interpreți două premii Grammy.
Compoziția a devenit unul dintre cele mai cunoscute șlagăre ale anului 2003, ocupând locul întâi în principala listă americană, Billboard Hot 100, dar și într-o serie de clasamente adiționale ale publicației Billboard, cât și în Irlanda, Polonia, Regatul Unit sau ierarhia mondială United World Chart. De asemenea, a obținut poziționări de top 10 în majoritatea listelor unde a activate, câștigând totodată o serie de discuri de aur sau platină. Performanțele obținute de acesta l-au transformat într-unul dintre cele mai apreciate cântece din întreaga carieră a lui Knowles.

## Compunere și informații generale
După lansarea celui de-al treilea album de studio al formației în care activase de la debut, Destiny's Child, Knowles a început să lucreze la un material pe cont propriu, asemeni celorlalte două artiste componente, Kelly Rowland și Michelle Williams. În urma acestui eveniment avea să rezulte compact discul Dangerously in Love, promovat după albumele lui Rowland — Simply Deep — și al lui Williams — Heart to Yours. Conform lui Beyoncé, materialul astfel creat reprezintă un produs mult mai personal față de discurile Destiny's Child, întrucât de această dată a compus doar pentru sine. În 2002 Knowles avea deja un număr semnificativ de înregistrări finisate pentru album. Casa de discuri a solistei anunțase inițial o lansare a materialului pentru luna octombrie 2002, însă a fost decalată succesiv pentru a fructifica succesul discului single „Dilemma” al interpretului rap Nelly, care reprezenta o colaborare cu Rowland. Aceste amânări i-au permis lui Knowles să se întoarcă în studiou pentru a compune un număr mai mare de înregistrări. În cadrul acestui proces creativ, ea l-a contactat pe producătorul Rich Harrison.
Compozitorul avusese deja pregătită o melodie demonstrativă a lui „Crazy in Love”, intitulată original „Crazy Right Now”, înainte de a se întâlni cu artista. El a declarat că a păstrat piesa până în momentul în care a fost contactat de Beyoncé. Knowles i-a fost prezentată lui Harrison cu trei luni înaintea imprimării cântecului. În studio, producătorul i-a prezentat solistei înregistrarea, iar după ce aceasta a audiat mostra l-a rugat pe compozitor să înceapă să scrie cântecul, oferindu-i un răstimp de două ore. În acest interval Knowles repeta construcția „I’m looking crazy right now”, iar Harrison a folosit această structură. Interpretul american Jay-Z s-a implicat în procesul creativ doar la final. Acesta s-a prezentat la studioul de înregistrări la ora trei dimineața și a imprimat porțiunea sa de rap, pe care o realizase în aproximativ zece minute, însă nu o avea scrisă.

## Structura muzicală
„Crazy in Love” este un cântec pop scris într-o tonalitata Fa major, prezentând totodată elemente specifice muzicii hip-hop, go-go, funk și a celei dance. Suportul vocal este susținut integral de mezzo-soprana Beyoncé Knowles, interpretarea sa fiind una dinamică dar și dublată prin supraînregistrare. Înregistrarea conține și armonii vocale, iar versurile au un conținut romantism. Compoziția prezintă o serie de fraze repetitive, având la bază un instrumental ce include chitară, pian, trompetă și tobe. Întinderea vocală a solistei pe durata compoziției este de aproximativ o octavă și o jumătate. Piesa include și o mostră din cântecul „Are You My Woman? (Tell Me So)” al formației The Chi-Lites.

## Lansare, promovare și recenzii

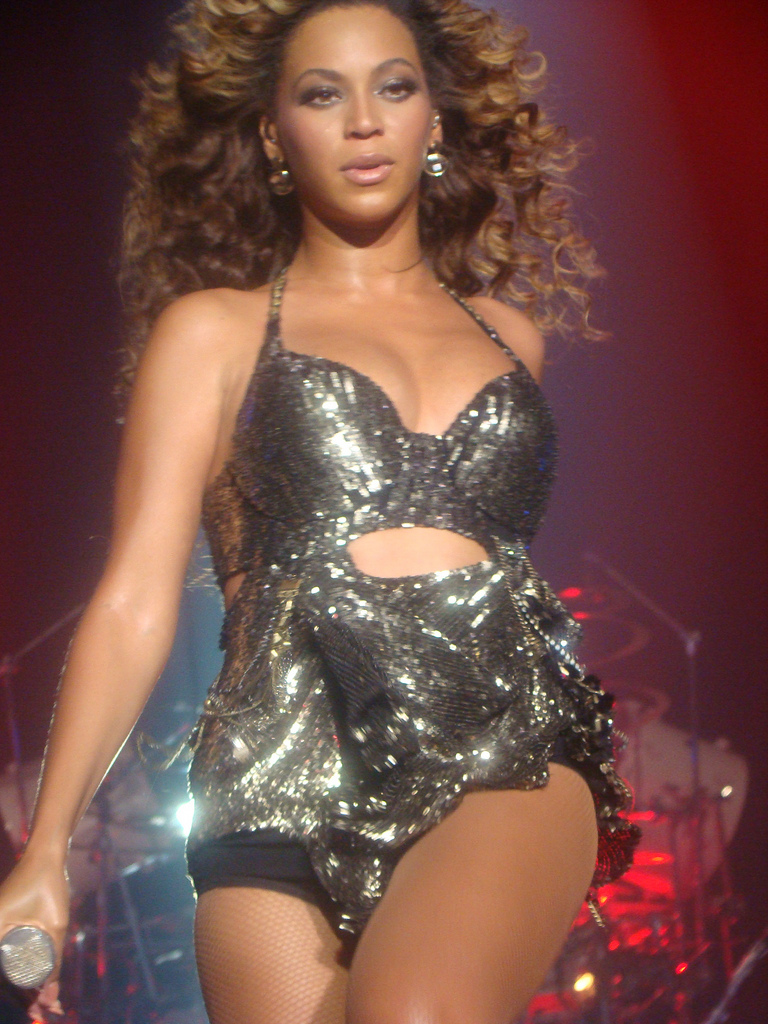
Beyoncé interpretând „Crazy in Love” în timpul spectacolului 4 Intimate Nights din 2011.

„Crazy in Love” a fost lansat ca primul extras pe single al albumului Dangerously in Love, compact discuri conținând înregistrarea începând a fi comercializate de la data de 3 iulie 2010 în Statele Unite ale Americii, în timp ce în Regatul Unit compoziția a fost distribuită începând cu data de 30 iunie 2003. În Australia cântecul a fost lansat pe data de 15 iulie 2003. Knowles a interpretat piesa în cadrul galei premiilor MTV Video Music Awards 2003.
Cântecul a fost aclamat de critica de specialitate. Tim Sendra de la Allmusic, o bază de date muzicală publicată online, a descris înregistrarea ca „o capodoperă pop”, în timp ce Stephan Thomas Erlewine de la același website a numit-o „delirant de molipsitoare”. Darryl Sterdan, ce notează pentru website-ul canadian Jam!, a remarcat „porțiunile instantaneu molipsitoare de trompetă”, în timp ce Anthonny DeCurtis de la revista americană Rolling Stone s-a oprit asupra aceleiași mostre, complimentând totodată apariția lui Jay-Z pe compoziție. De asemenea, Marc Anthony Neal de la PopMatters a felicitat porțiunea „uh-oh, uh-oh”, catalogând-o drept „molipsitoare”. MTV a considerat că piesa reprezintă „cel mai mândru moment” al albumului. „Crazy in Love” a fost plasat pe locul doi în ierarhia celor mai bine vândute cântece începând cu anul 2002, conform website-ului Yahoo!, fiind surclasat doar de șlagărul Shakirei și al lui Wyclef Jean, „Hips Don't Lie”.

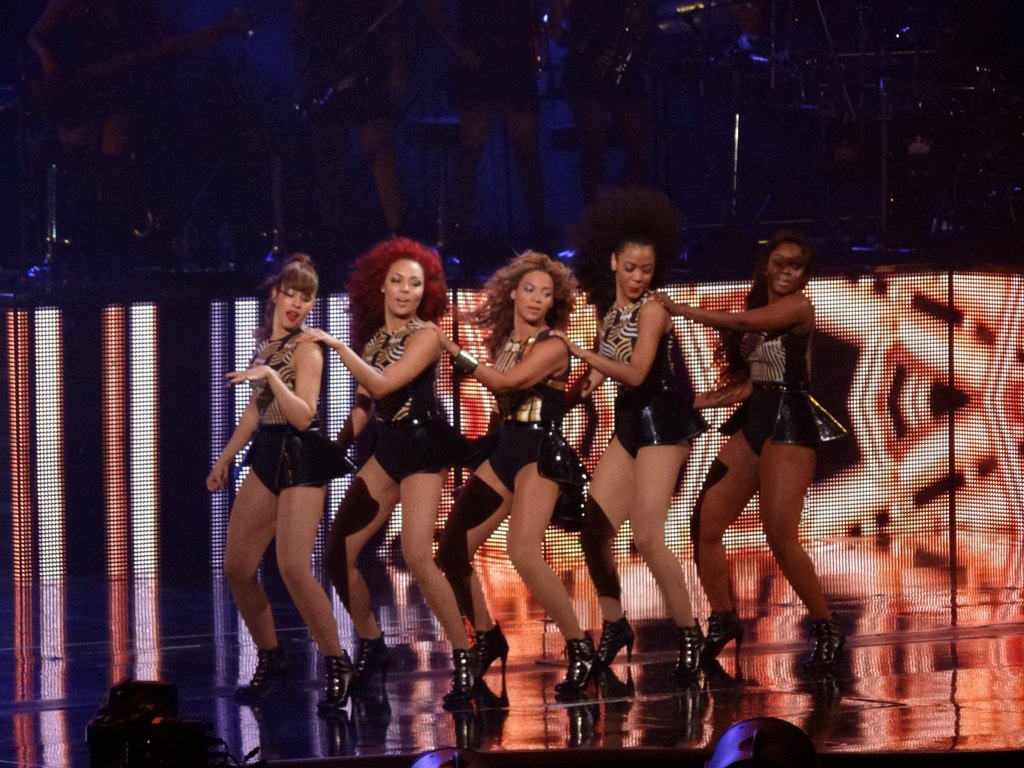
Beyoncé în timpul interpretării piesei „Crazy in Love”, dansând alături de dansatoarele din formația sa în timpul The Mrs. Carter Show World Tour, 2013

În anul 2004, „Crazy in Love” a fost recompensat cu trei nominalizări la premiile Grammy, la categoriile „Cel mai bun cântec R&B”, „Cea mai bună colaborare rap/cântec” și „Înregistrarea anului”, adjudecându-și distincțiile la primele două. Un remix al compoziției, cunoscut drept „Krazy in Luv” (Maurice’s Soul Nu Mix) a câștigat statueta la categoria „Cel mai bun remix”, pentru cel ce a remixat-o, Maurice Joshua. De asemenea, a fost recunoscut ca unul dintre cele mai difuzate cântece de către ASCAP. Revista Vibe a denumit cântecul „Cea mai cool colaborare” prin intermediul premiilor sale din anul 2003, un trofeu similar fiind ridicat și în cadrul premiilor BET din anul următor. În Europa, „Crazy in Love” a fost declarat „Cel mai bun cântec” în 2003, prin intermediul galei MTV Europe Music Awards, învingând concurența compusă din „Beautiful” (Christina Aguilera), „Bring Me To Life” (Evanescence), „Cry Me a River” (Justin Timberlake) și „Get Busy” (Sean Paul). Entertainment Weekly a plasat „Crazy in Love” pe locul patruzeci și șapte în lista sa „Cele mai bune 100 cântece de vară”. În 2009, revista britanică New Musical Express, a declarat piesa cel mai bun cântec al deceniului. Acesta a fost așezat pe treapta a treia într-un clasament similar al publicației americane Rolling Stone și pe poziția a patra în cel al Pitchfork Media. Alte prezențe de top 10 în ierarhii asemănătoare au fost obținute din partea unor surse precum Slant Magazine sau The Daily Telegraph. De asemenea, „Crazy in Love” a fost plasat pe locul o sută optsprezece în lista celor mai interesante cinci sute de cântece ale tuturor timpurilor, întocmită de Rolling Stone.
În 2002, Knowles a semnat un contract promoțional cu compania Pepsi, iar în baza acestuia a fost afișată într-o serie de reclame, printre care și un material unde a fost folosit „Crazy in Love” pe fundal. Același cântec a fost inclus pe coloana sonoră a filmului Bridget Jones: The Edge of Reason (ro: Bridget Jones: La limita rațiunii). Piesa a fost inclusă și în producțiile White Chicks, Good Luck Chuck și Taxi, o readaptare a filmului francez omonim.

## Ordinea pieselor pe disc
| Nr.                                    | Titlul              | Durată |
| -------------------------------------- | ------------------- | ------ |
| Descărcare digitală                    |                     |        |
| 01.                                    | „Crazy in Love” [A] | 3:56   |
| EP „Krazy in Luv”                      |                     |        |
| 01.                                    | „Crazy in Love” [A] | 3:56   |
| 02.                                    | „Krazy In Luv” [B]  | 4:29   |
| 03.                                    | „Krazy In Luv” [C]  | 4:12   |
| Disc single distribuit în Europa       |                     |        |
| 01.                                    | „Crazy in Love” [A] | 3:56   |
| 02.                                    | „Crazy in Love” [D] | 3:43   |
| Disc single distribuit în Regatul Unit |                     |        |
| 01.                                    | „Crazy in Love” [A] | 3:56   |
| 02.                                    | „Summertime” [E]    | 3:52   |
| 03.                                    | „Krazy In Luv” [F]  | 6:29   |

| Nr.                                 | Titlul              | Durată |
| ----------------------------------- | ------------------- | ------ |
| Maxi single distribuit în Germania  |                     |        |
| 01.                                 | „Crazy in Love” [A] | 4:11   |
| 02.                                 | „Summertime” [E]    | 3:53   |
| 03.                                 | „Krazy In Luv” [F]  | 6:27   |
| 04.                                 | „Krazy In Luv” [C]  | 4:12   |
| 05.                                 | „Crazy in Love” [G] | 3:56   |
| Disc single distribuit în Australia |                     |        |
| 01.                                 | „Crazy in Love” [A] | 4:10   |
| 02.                                 | „Summertime” [E]    | 3:52   |
| 03.                                 | „Krazy In Luv” [C]  | 4:13   |
| 04.                                 | „Krazy In Luv” [F]  | 6:28   |

Specificații
| - A ^ Versiunea de pe albumul Dangerously in Love. - B ^ Remix „Adam 12 So Crazy Remix”. - C ^ Remix „Rockwilder Remix”. - D ^ Fără porțiuni rap. | - E ^ Cântec inclus pe fața B. - F ^ Remix „Maurice's Nu Soul Remix”. - G ^ Videoclip. |

## Videoclip
Materialul promoțional pentru „Crazy in Love” a fost lansat în luna mai a anului 2003 și a fost regizat de Jake Nava, cel care s-a ocupat și de videoclipurile pentru alte două discuri single de pe Dangerously in Love, „Baby Boy” și „Naughty Girl”. Scurtmetrajul se concentrează pe prezentarea lui Knowles într-o serie de scene dansante. Acesta debutează cu afișarea solistei în timpul unui moment coregrafic executat pe cont propriu, în paralel fiind prezentate cadre cu interpretul Jay-Z. Materialul se continuă cu afișarea solistei pe o platformă înconjurată de echipament utilizat în ședințele foto, pentru ca ulterior să fie acompaniată de un grup de dansatoare alături de care vor realiza dansul „uh oh, uh oh”. Una dintre dansatoare este fosta componentă a grupului muzical Pussycat Dolls, Carmit Bachar, aceasta fiind prezentă și în materialul promoțional al șlagărului „Baby Boy”. Ulterior, Jay-Z este surprins în vecinătatea unei mașini pe care o incendiază, pentru ca mai apoi să fie acompaniat de Beyoncé. Ultima scenă a videoclipului o prezintă pe solistă în compania dansatoarelor în timp ce realizează un moment coregrafic în fața unui ventilator de dimensiuni mari, în timp ce poartă articole vestimentare viu colorate, aspect aflat în contrast cu fundalul.
Scurtmetrajul a câștigat trei premii MTV Video Music Awards la gala din anul 2003, la categoriile „Cel mai bun videoclip feminin”, „Cel mai bun videoclip R&B” și „Cea mai bună coregrafie”.

## Remixuri și preluări

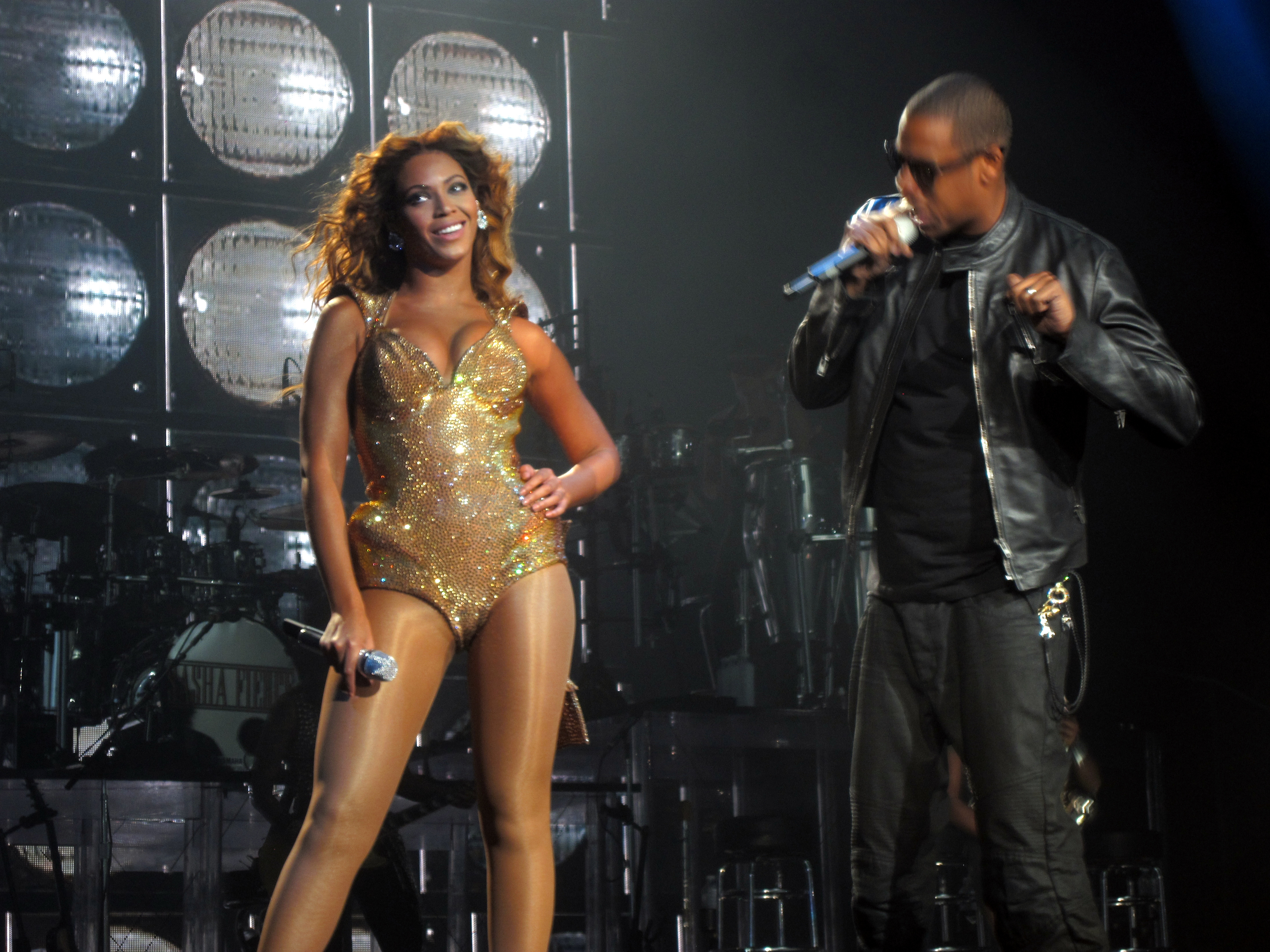
Jay-Z și Beyoncé în concert, interpretând „Crazy in Love” în cadrul turneului I Am... din 2009

Cântecul a beneficiat de o serie de remixuri, cele mai notabile fiind „Maurice’s Nu Soul remix”, „Rockwilder remix” și „Juniors World remix”. Aceste versiuni au apărut pe discul single „Crazy in Love”, intitulat „Krazy in Luv”. O variantă a piesei inclusă pe albumul Dangerously in Love distribuit în Asia prezintă pasaje rap interpretate de cântărețul Vanness Wu, în chineză mandarină în locul porțiunilor lui Jay-Z.
După lansarea cântecului o serie de artiști au abordat înregistrarea. În 2003, interpretul irlandez Micky Joe Harte a imprimat o versiune acustică a lui „Crazy in Love” pentru albumul realizat în scopuri caritabile, Even Better Than the Real Thing, Vol. 1. Formația de rock alternative Snow Patrol a preluat cântecul într-o emisiune a postului de radio britanic BBC, după care l-a inclus pe fața B a discului single „Spitting Games” și pe albumul de compilație Cosmosonica - Tom Middleton Presents Crazy Covers Vol. 1. Grupul muzical american Switchfoot a produs o versiune rock a cântecului, ce a fost lansată la scurt timp după, filmând totodată și un videoclip. Alte preluări au fost realizate de The Magic Numbers, The Puppini Sisters, The Baseballs sau Anthony & Johnsons. De asemenea, actorii serialului Glee au abordat înregistrarea, interpretând-o într-un episod al primului sezon.
În cadrul emisiunii Australian Idol, „Crazy in Love” a fost prezentat de două ori. Prima s-a materializat prin interpretarea câștigătorului Guy Sebastian și cea de-a doua prin intermediul ocupantei locului secund din sezonul al patrulea, Jessica Mouboy, care a ales să afișeze o versiune jazz a șlagărului.

## Prezența în clasamente

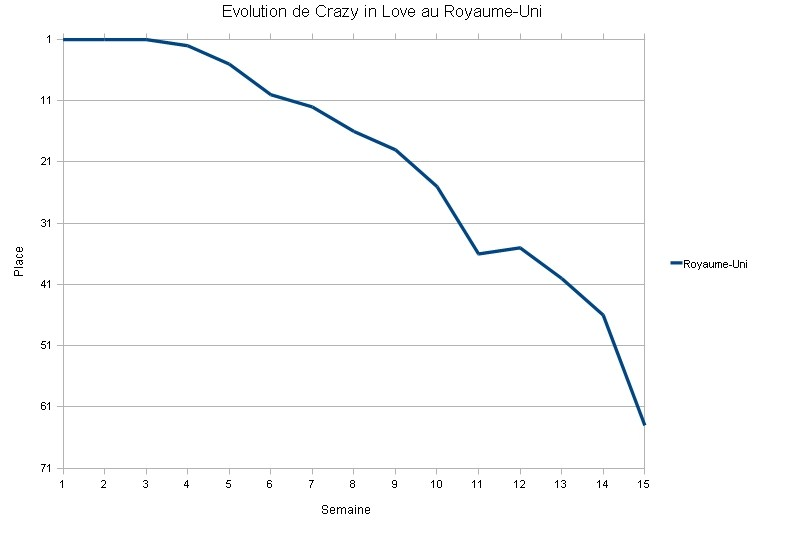
Evoluția piesei în clasamentul UK Singles Chart

Compoziția s-a bucurat de succes major în Statele Unite ale Americii, câștigând popularitate cu mult înaintea distribuirii unor compact discuri magazinelor de specialitate. Acestă atenție îndreptată asupra sa a ajutat „Crazy in Love” să ocupe prima poziție în Billboard Hot 100 doar prin intermediul difuzărilor primite din partea posturilor de radio. Înregistrarea a staționat în vârful ierarhiei timp de opt săptămâni consecutive, extinzându-și supremația și asupra unor clasamente adiționale compilate de revista Billboard. Knowles a depășit această performanță prin intermediul predecesorului lui „Crazy in Love”, „Baby Boy”, care a activat pe primul loc în Hot 100 cu șapte zile mai mult, grație difuzărilor obținute. În Canada, piesa a ocupat locul secund, fiind primul dintre cele patru șlagăre de top 10 ce au fost promovate în această regiune. Compoziția s-a comercializat în peste 1.178.000 de exemplare digitale în Statele Unite ale Americii.
La nivel mondial înregistrarea s-a bucurat de prezențe similare. În Oceania cântecul a obținut treapta a doua atât în Australia, cât și în Noua Zeelandă, fiind recompensat cu un disc de platină în primul teritoriu, mulțumită celor peste 70.000 de exemplare comercializate. „Crazy in Love” s-a bucurat de succes și în Europa, ocupând locul întâi în ierarhia European Hot 100 (întocmită de Billboard) cât și în Euro 200 (compilată de APC Charts). Piesa a câștigat aceeași clasare și în Irlanda și Regatul Unit, în ultima regiune aflându-se în fruntea ierarhiei naționale în paralel cu albumul de proveniență, lucru ce a ajutat-o pe Knowles să devină cea de-a doua artistă ce deține acest record, după reușita interpretei australiene Kylie Minogue și a albumului său Fever. De asemenea, „Crazy in Love” s-a poziționat în top 10 în majoritatea listelor muzicale unde a activat.

## Clasamente
| Țară (clasament)                   | Poziția maximă | Referință |
| ---------------------------------- | -------------- | --------- |
| Australia (ARIA Singles Chart)     | 2              | [ 76 ]    |
| Austria (Ö3 Austria Top 40)        | 6              | [ 81 ]    |
| Belgia — Flandra (Ultratop)        | 5              | [ 82 ]    |
| Belgia — Valonia (Ultratop)        | 10             | [ 83 ]    |
| Brazilia (Brasil Hot 100)          | 4              | [ 84 ]    |
| Canada (Canoe JAM)                 | 2              | [ 70 ]    |
| Chile (Top 40 Charts)              | 1              | [ 85 ]    |
| Danemarca (Tracklisten)            | 5              | [ 86 ]    |
| Elveția (Media Control)            | 3              | [ 87 ]    |
| Europa (APC Charts — Euro 200)     | 1              | [ 80 ]    |
| Finlanda (Suomen virallinen lista) | 12             | [ 88 ]    |
| Franța (SNEP)                      | 21             | [ 89 ]    |
| Germania (Media Control)           | 6              | [ 90 ]    |
| Grecia (Top 40 Charts)             | 3              | [ 91 ]    |
| Irlanda (IRMA)                     | 1              | [ 17 ]    |
| Italia (FIMI)                      | 5              | [ 92 ]    |
| Japonia (Tokio Hot 100)            | 9              | [ 93 ]    |
| Noua Zeelandă (RIANZ)              | 2              | [ 77 ]    |
| Norvegia (VG Lista)                | 5              | [ 94 ]    |

| Țară (clasament)                       | Poziția maximă | Referință |
| -------------------------------------- | -------------- | --------- |
| Olanda (Dutch Top 40)                  | 2              | [ 17 ]    |
| Olanda (Dutch Mega Top 100)            | 2              | [ 95 ]    |
| Polonia (Hit FM)                       | 1              | [ 96 ]    |
| Portugalia (Top 40 Charts)             | 6              | [ 97 ]    |
| Regatul Unit (UK R&B Chart)            | 1              | [ 98 ]    |
| Regatul Unit (UK Singles Chart)        | 1              | [ 99 ]    |
| România (Romanian Top 100)             | 4              | [ 100 ]   |
| Spania (Top 40 Charts)                 | 2              | [ 101 ]   |
| S.U.A. (Billboard Hot 100)             | 1              | [ 102 ]   |
| S.U.A. (Billboard Pop Songs)           | 1              | [ 103 ]   |
| S.U.A. (Billboard Hot Dance/Club Play) | 1              | [ 104 ]   |
| S.U.A. (Billboard Hot R&B Songs)       | 1              | [ 105 ]   |
| S.U.A. (Billboard Hot Airplay)         | 1              | [ 106 ]   |
| Suedia (Sverigetopplistan)             | 4              | [ 107 ]   |
| Taiwan (Top 40 Charts)                 | 1              | [ 108 ]   |
| Ungaria (Mahasz — Rádiós Top 40)       | 2              | [ 109 ]   |
| Ungaria (Mahasz — Dance Top 40)        | 2              | [ 110 ]   |
| Ungaria (Mahasz — Single Top 10)       | 3              | [ 111 ]   |
| United World Chart (Media Traffic)     | 1              | [ 112 ]   |

## Versiuni existente
| - „Crazy in Love” (versiunea de pe albumul Dangerously in Love) - „Crazy in Love” (negativ) - „Crazy in Love” (remix „Adam 12 So Crazy Remix”) | - „Crazy in Love” (remix „Maurice's Nu Soul Remix”) - „Crazy in Love” (remix „Rockwilder Remix”) - „Crazy in Love” (fără porțiuni rap) |

## Datele lansărilor
| Țara         | Data lansării | Casă de discuri  | Format      | Referințe |
| ------------ | ------------- | ---------------- | ----------- | --------- |
| Europa       | 14 mai 2003   | Columbia Records | disc single | [ 1 ]     |
| Regatul Unit | 30 iunie 2003 | Columbia Records | disc single | [ 29 ]    |
| S.U.A.       | 3 iulie 2003  | Columbia Records | disc single | [ 28 ]    |
| Germania     | 3 iulie 2003  | Columbia Records | disc single | [ 113 ]   |
| Franța       | 7 iulie 2003  | Columbia Records | disc single | [ 114 ]   |
| Australia    | 15 iulie 2003 | Columbia Records | disc single | [ 30 ]    |

## Certificări și vânzări
| \| Țara \| Vânzări/ puncte \| Certificare \| Referințe \| \| ------------------ \| --------------- \| ----------- \| ---------- \| \| Australia \| +70.000 \| \| [78] \| \| Noua Zeelandă \| +7.500 \| \| [115] \| \| Norvegia \| +5.000 \| \| [116] \| \| Regatul Unit \| +400.000 \| \| [117][118] \| \| S.U.A. \| +500.000 \| \| [119] \| \| United World Chart \| +5.818.000 \| \| [120] \| | Note - reprezintă „disc de argint”; - reprezintă „disc de aur”; - reprezintă „disc de platină”; - reprezintă „dublu disc de platină”; |             |                 |
| Țara | Vânzări/ puncte | Certificare | Referințe       |
| Australia | +70.000 |             | [ 78 ]          |
| Noua Zeelandă | +7.500 |             | [ 115 ]         |
| Norvegia | +5.000 |             | [ 116 ]         |
| Regatul Unit | +400.000 |             | [ 117 ] [ 118 ] |
| S.U.A. | +500.000 |             | [ 119 ]         |
| United World Chart | +5.818.000 |             | [ 120 ]         |